# Diecezja Butuan
Diecezja Butuan (łac. Diœcesis Butuanensis) – diecezja rzymskokatolicka na Filipinach. Powstała w 1967 z części terenu diecezji Surigao.

## Główne świątynie
- Katedra: Katedra św. Józefa w Butuan

## Lista biskupów
| Biskup | Biskup                           | Okres posługi |
| ------ | -------------------------------- | ------------- |
| 1.     | Carmelo Morelos                  | 1967-1994     |
| 2.     | Juan de Dios Mataflorida Pueblos | 1995-2017     |
| 3.     | Cosme Almedilla                  | od 2019       |